# 中村昌義
中村 昌義（なかむら まさよし、1931年1月31日 - 1985年1月13日）は、日本の小説家。

## 経歴
樺太・真岡町出身。本名・重敬。父中村鷹祐は福岡県太宰府市太宰府町出身、旧帝国大学(東京大学)法学部卒業後、官僚となり当時樺太庁真岡支庁長。1940年父がパラオ島へ単身赴任し、東京で育つ。1944年太宰府へ疎開。1945年父はB級戦犯となる。1949年筑紫丘高等学校卒、福岡県庁に勤務。1953年早稲田大学二部政治経済学部に入学、国会図書館に勤務。1954年父が巣鴨拘置所から仮出所。1955年東京藝術大学に勤務。間宮茂輔に師事。1956年早大中退。
1962年同人「碑の会」発足、同人となる。ほかに高木卓、永松定、橋爪健、藤井重夫、間宮ら。開高健に認められ、文壇デビュー。昌義の筆名で小説を発表。1968年和洋女子大学に勤務。「うずくまる闇」を『文藝』に発表。1972年菊谷操と結婚。
1976年「静かな日」で芥川賞候補、1977年「出立の冬」で同候補、1978年「淵の声」で同候補、1979年『陸橋からの眺め』で野間文芸新人賞候補。1980年『陸橋からの眺め』で芸術選奨新人賞受賞。1982年和洋女子大で講義を持つ。

## 著書
- 『静かな日』 河出書房新社 1977.1
- 『陸橋からの眺め』 河出書房新社 1979.7
- 『ぬいぐるみの鼠』 河出書房新社 1985.3